# Маидани
Маидани (груз. მაიდანი) — село в Грузии, на территории Абашского муниципалитета края (мхаре) Самегрело-Верхняя Сванетия.

## География
Село находится в западной части Грузии, на правом берегу реки Цхенисцкали, на расстоянии приблизительно 10 километров (по прямой) к северо-востоку от города Абаша, административного центра муниципалитета. Абсолютная высота — 75 метров над уровнем моря.

## Население
По результатам официальной переписи населения 2014 года в Маидани проживало 707 человек (344 мужчины и 363 женщины). В национальной структуре населения грузины составляли 100 %.
| Год  | Население, человек |
| ---- | ------------------ |
| 2002 | 1086               |
| 2014 | ↘ 707              |